# Silhouette in Red
A Silhouette in Red Bonnie Tyler egyik legsikeresebb albuma, amely számtalan zenei díjat kapott és arany illetve platinalemez minősítést ért el több európai országban. Az album zenei producere Dieter Bohlen aki Steve Benson és először Jennifer Blake női álnéven írt dalokat a lemezre. Hivatalosan Európában 1993-ban jelent meg és már csak CD és kazetta formátumban, majd egy évvel később Japánban és Brazíliában. Nagy Britanniában nem került kiadásra.

## Az albumról
1993 novemberében jelent meg tizedik nagylemeze, amely a harmadik a BMG kiadó gondozásában. A Silhouette in Red megjelent Európában, Brazíliában és Japánban is. Az lemez producere Dieter Bohlen aki ennél az albumnál először írt Jennifer Blake álnéven dalokat. 
Az első kislemez a Sally Comes Around, amely felkerült a Dél-Afrikai Köztársaság játszási lista első helyére. Fire in My Soul című dala egy német sorozatban csendül fel főcímdalként. A következő kislemez a From the Bottom of My Lonely Heart, amely a német játszási lista 86. helyét sikerült megszereznie. Azonban a Stay című dala, amelyhez szintén készült kislemez, már nem került fel egyik toplistára sem. A dalt a Silhouette in Red című slágerrel együtt a londoni Royal Philharmonic Orchestra közreműködésével rögzítették. Promóciós célra kislemez készült még a You Are so Beautyful című feldolgozásból is.
Bonnie Tyler 1993-ban a legsikeresebb énekesnő volt Németországban. Több albumot adott el, mint Madonna, Tina Turner, Cher vagy Mariah Carey. Silhouette in Red és The Very Best of Bonnie Tyler Volume 1. című albumaiból összesen 1 millió darabot adtak el Németországban. Több kategóriában is bekerült a Bravo TOP10 díjazottjai közé, valamint Goldene Europa és German ECHO Awards díjjal jutalmazták. Nagylemeze többszörös arany illetve platinalemez minősítést ért el Európa több országában is.

## Kritika
„A Silhouette in Red megjelenése előtt Bonnie már közel egy tucat albumot adott ki, emellett több válogatáslemezt is, és sok dala sikert aratott (Total Eclipse of the Heart, It's a Heartache, Holding Out for a Hero), melyekhez mindig hű maradt. Az évek során tökéletesítette hangját, példaképei Tina Turner és Janis Joplin, ezek a stílusok fellelhetőek dalaiban.”
„A Silhouette in Red dalai közt megtalálhatók a tempós rockdalok és lágyabb balladák egyaránt. A You Are so Beautyful és a You Won't See Me Cry kivételével valamennyi dal eredeti. A Fire in My Soul egy tempós rockdal, a Stay egy lágy ballada. Az album dalai kiváló minőségűek, ez köszönhető többek között Dieter Bohlennek is.”
„A sikeres dalokkal tűzdelt album tipikus Bonnie Tyler-lemez. Németországban és Észak-Európában jelent meg, ahol arany- és többszörös platinalemezzel jutalmazták, Amerikában és Nagy-Britanniában viszont nem adták ki. Ez egy fantasztikus Bonnie-album, amit minden rajongó szeretni fog.”

## Turné
- Silhouette in Red Tour, 1994

1994. január közepén indult el a nagyszabású, Európára kiterjedő koncertsorozat Silhouette in Red Tour címmel, ahol Bonnie Tyler és együttese 11 országban lépett színpadra. Magyarországot is érintette a turné, Budapesten és Szombathelyen is koncertet adott a rockdíva.

## Dalok
| #  | Dalcím                             | Zeneszerző             | Producer       | Hossz |
| -- | ---------------------------------- | ---------------------- | -------------- | ----- |
| 1  | Sally Comes Around*                | J. Blake               | J. Blake       | 3:35  |
| 2  | Fire in My Soul**                  | J. Blake               | J. Blake       | 4:40  |
| 3  | Stay*                              | J. Blake               | J. Blake       | 4:02  |
| 4  | Send Me the Pillow                 | Dieter Bohlen          | Luis Rodriguez | 3:31  |
| 5  | From the Bottom of My Lonely Heart | Dieter Bohlen          | Howard Houston | 3:32  |
| 6  | Silhouette in Red*                 | J. Blake               | J. Blake       | 3:57  |
| 7  | I Climb Every Mountain             | Dieter Bohlen          | Luis Rodriguez | 3:32  |
| 8  | Bad Dreams                         | Steve Benson           | Steve Benson   | 3:45  |
| 9  | James Dean                         | Dieter Bohlen          | Luis Rodriguez | 3:11  |
| 10 | Clouds in My Coffee                | Dieter Bohlen          | Luis Rodriguez | 3:19  |
| 11 | Years May Come                     | Howard Houston         | Howard Houston | 3:49  |
| 12 | Cryin’ a Little*                   | J. Blake               | J. Blake       | 3:35  |
| 13 | You Are So Beautyful               | Preston/Fisher         | Gene Chapell   | 2:19  |
| 14 | Before We Get Any Closer           | R. J. Scott/C. Stevens | R. J. Scott    | 4:07  |
| 15 | You Won’t See Me Cry               | Lee Morris/P. Hopkins  | L. Morris      | 2:45  |

- * A Royal London Philharmonic Orchestra közreműködésével)
- ** A 'Der Stadtindianer' című tv-sorozat verziója)
- Howard Houston, Steve Benson és J(ennifer) Blake Dieter Bohlen álnevei, azaz e dalok szerzője valójában Dieter Bohlen.
- Luis Rodriguez Dieter Bohlen társproducere a Modern Talking kezdeteitől.

## A produkció

### Zenészek
- Gitár: Alan Darby
- Dobok: John Tonks
- Basszus: Ed Poole
- Billentyűk: John Young, Richard Cottle
- Vonósok: Royal London Philharmonic Orchestra
- Húros hangszerek: Pete King
- Szintetizátor: Pete King
- Trombita: Gerald Presencer
- Szaxofon: Adrian Rewell
- Vokál: Paul Hopkins, Taff Williams

### Producerek, közreműködők
- Vezető producer: Dieter Bohlen
- Producer: J. Blake, Steve Benson, Gene Capell
- Co-producer: Luis Rodrigez
- Hangmérnök: Dave Pine
- Mix: Studio33
- Dizájn: Ariola A-R-T-P-O-O-L
- Látványterv: Thomas Saasenbach
- Fotók: Kess
- Management: David Aspden

### Stúdiók
- King's Palace; London
- Swansea & Rod Studio; London
- Matrix Studio; London
- Studio 33; Berlin

## Díjak
- Bravo OTTO Legjobb énekesnő, 1993
- Bravo OTTO 1993 10 legjobb koncertje
- Bravo OTTO 1993 10 legjobban kinéző énekesnője
- Bravo OTTO 1993 10 legjobb válogatáslemeze, The Very Best of Bonnie Tyler Volume 1.
- Bravo OTTO 1993 10 legjobb albuma Silhouette in Red
- Goldene Europa Awards Az Év Legjobb Énekesnője 1993
- German ECHO Awards legjobb nemzetközi énekesnő pop/rock kategória, 1994

## Kislemezek

### Stay
| # | Dalcím               | Zeneszerző    | Producer      | Hossz |
| - | -------------------- | ------------- | ------------- | ----- |
| 1 | Stay (Radio Version) | Dieter Bohlen | Dieter Bohlen | 3:59  |
| 2 | Stay (Long Version)  | Dieter Bohlen | Dieter Bohlen | 4:35  |
| 3 | James Dean           | Dieter Bohlen | Dieter Bohlen | 3:15  |

### You Are So Beautyful
| # | Dalcím               | Zeneszerző            | Producer     | Hossz |
| - | -------------------- | --------------------- | ------------ | ----- |
| 1 | You Are So Beautyful | Preston / Fisher      | Gene Chappel | 2:35  |
| 2 | You Won’t See Me Cry | Lee Morris/P. Hopkins | P. Hopkins   | 2:55  |

### From the Bottom of My Lonely Heart
| # | Dalcím                                             | Zeneszerző    | Producer      | Hossz |
| - | -------------------------------------------------- | ------------- | ------------- | ----- |
| 1 | From the Bottom of My Lonely Heart (Radio Version) | Dieter Bohlen | Dieter Bohlen | 3:45  |
| 2 | From the Bottom of My Lonely Heart (Long Version)  | Dieter Bohlen | Dieter Bohlen | 4:22  |
| 3 | Bad Dreams                                         | Dieter Bohlen | Dieter Bohlen | 3:55  |

### Sally Comes Around
| # | Dalcím                             | Zeneszerző    | Producer      | Hossz |
| - | ---------------------------------- | ------------- | ------------- | ----- |
| 1 | Sally Comes Around(Radio Mix)      | Dieter Bohlen | Dieter Bohlen | 3:38  |
| 2 | Sally Comes Around (Unplugged Mix) | Dieter Bohlen | Dieter Bohlen | 3:33  |
| 3 | Cryin' A Little                    | Dieter Bohlen | Dieter Bohlen | 3:35  |

### Say Goodbye – Asterix In Amerika OST
| # | Dalcím                          | Zeneszerző         | Producer           | Hossz |
| - | ------------------------------- | ------------------ | ------------------ | ----- |
| 1 | Say Goodbye (Radio Version)     | Harold Faltermeyer | Harold Faltermeyer | 3:25  |
| 2 | Say Goodbye (Classical Version) | Harold Faltermeyer | Harold Faltermeyer | 3:19  |
| 3 | Say Goodbye (Extended Version)  | Harold Faltermeyer | Harold Faltermeyer | 5:40  |

### Back Home
| # | Dalcím                   | Zeneszerző    | Producer      | Hossz |
| - | ------------------------ | ------------- | ------------- | ----- |
| 1 | Back Home (Radio Mix 1.) | Dieter Bohlen | Dieter Bohlen | 4:02  |
| 2 | Back Home (Radio Mix 2.) | Dieter Bohlen | Dieter Bohlen | 3:44  |
| 3 | Back Home (Instrumental) | Dieter Bohlen | Dieter Bohlen | 3:44  |

## Videóklipek
- Sally Comes Around
- Silhouette In Red LIVE
- Fire In My Soul LIVE[halott link]

## Turnékönyv
- Silhouette In Red Tour Book

## Toplistás helyezések
Album
| Pozíció | Chart       | Minősítés  |
| ------- | ----------- | ---------- |
| 6       | Norvégia    | 2X Platina |
| 25      | Ausztria    | Arany      |
| 23      | Svájc       | Arany      |
| 28      | Németország | Arany      |
| 40      | Svédország  | Arany      |

### Kislemezek
| Sally Comes Around                 | Legjobb helyezés |
| ---------------------------------- | ---------------- |
| Dél-afrikai rádiós slágerlista     | 1                |
| Német rádiós slágerlista           | 48               |
| Német kislemezeladások             | 76               |
| From the Bottom of My Lonely Heart | Legjobb helyezés |
| Német rádiós slágerlista           | 86               |